# Sant Daniel (Calonge)
Sant Daniel és una entitat de població del municipi baixempordanès de Calonge i Sant Antoni. El 2022 tenia 366 habitants. Aquest veïnat està format per un petit nucli original de cases i carrers estrets (encara existents) i una església dels segles XVI-XVII molt malmesa i amb nombrosos afegits posteriors. Situat al cim d'un pujol amb vistes a la costa i a les Gavarres, aquest conjunt està envoltat per xalets i vials de nova creació que formen part de les creixents urbanitzacions que hi ha a la zona.